# Ballermann 6 (Film)
Ballermann 6 ist eine deutsche Filmkomödie über den Ballermann 6 auf Mallorca und die Fortsetzung von Voll normaaal, welcher ebenfalls mit Tom Gerhardt und Hilmi Sözer besetzt ist. Der preisgekrönte Kameramann Gernot Roll wollte mit diesem Werk seine Fähigkeiten als verantwortlicher Regisseur vor einem breiteren Publikum unter Beweis stellen. Der Film gilt als prägend für die Ballermann-Kultur und machte das sogenannte Eimersaufen bekannt.

## Handlung
Die beiden Proleten Tommie (mit Pudelmütze) und Mario (mit Anglerhut) promoten in Köln für einen Partyservice, für den sie in Osterhasenkostümen mit einem Auto in Form eines Ostereis durch die Gegend fahren. Als sie auf einer Fahrt eine Frau im Cabrio mit Sprüchen belästigen und dadurch eine Kurve übersehen, kommen sie von der Straße ab und stoßen gegen das erste Motorrad der aufgrund eines Rockertreffens abgestellten Maschinen, die daraufhin der Reihe nach umfallen. Trotz eines Geschenkes für den Boss werden sie von den Bikern verprügelt. Anschließend werden beide fristlos gekündigt und jeder mit 200 DM entlohnt. Als sie durch die Stadt schleichen, meint Tommie, dass sie dringend Urlaub brauchen. Wie denn, mit 200 DM, antwortet Mario. Da entdecken sie am Fenster eines Reisebüros Werbung für ein „Super-Mallorca Angebot – Drei Nächte 195 DM. Sie haben es sich verdient“. Sie wollen sich das Angebot sichern, doch zwei Männer aus Bergheim stehen bereits für die letzten beiden Tickets an. Da Kartenzahlung nicht möglich ist, verlassen die Bergheimer das Büro, um an einem Automaten Bargeld abzuheben. Kurz danach macht die Angestellte Pause. Tommie nutzt die Chance, um der ahnungslosen Vertretung die eigentlich reservierten Tickets abzukaufen. Als die Bergheimer auftauchen, verlassen Tommie und Mario gerade das Büro und werden mitleidig gefragt, ob sie auch was gefunden haben. Im Büro erfahren die Bergheimer dann, was Tommie und Mario gefunden hatten, die beiden sind aber schon weg. Die Bergheimer beschließen ebenfalls für 900 DM „Linie“ nach Mallorca zu fliegen, um sich an Tommie und Mario mit einem Benzinkanister voll Schwedentrunk, also Jauche, die sie den beiden eintrichtern wollen, zu rächen.
Am Flughafen Düsseldorf angekommen, stoßen Tommie und Mario Urlauberin Maja den Kofferstapel um und versprühen ihr teures Edelparfüm, was sie aber nicht davon abhält, Maja mit Machosprüchen zuzutexten. Auf Mallorca wegen einer vorzeitig geöffneten Tür am Flugzeug im Kofferwagen gelandet, entkommen sie den auch im Flugzeug sitzenden Bergheimern und halten Ausschau nach dem Ballermann und einer Gelegenheit zum „Eimersaufen“. Nachdem sie ihr letztes Geld im „Balneario Nr. 1“ an der Platja de Palma vertrunken haben, rät der Wirt ihnen, sich an den Jet-Ski-Verleiher Udo zu wenden, der auch prompt Arbeit für sie hat: Sie sollen für 50 DM die defekte Lenkung eines Jet-Skis reparieren und sein Schlauchboot per Fußpumpe aufpumpen, während er in die Stadt fährt.
Stattdessen „frisieren“ die beiden den Jet-Ski, betanken ihn mit Spezialkraftstoff und vergessen dabei die Reparatur der Lenkung. Da erscheint Jürgen Drews und möchte einen Jet-Ski mieten. Die beiden geben ihm das getunte Exemplar, mit dem er nach starten des Motors in einer riesigen Abgaswolke in Richtung offenes Meer verschwindet. Sie versuchen noch, ihn einzuholen, was ein qualmender Motor an Udos Boot verhindert, der gerade zurückkommt und die beiden wütend anschreit, als sie ihn nach den 50 Mark fragen. Da das Schlauchboot mit einer Druckluftflasche aufgepumpt wurde, explodiert es genau, als Udo ausgerechnet mit den Bergheimern neben seinem Laden steht. Sie nutzen das entstandene Chaos, „leihen“ sich Udos Strandbuggy und begeben sich auf die Suche nach Maja. Sie finden sie mit ihrem Freund streitend vor. Um diesem zu entkommen, steigt sie zu Tommie und Mario ins Auto. Auf ihren Wunsch hin fahren sie zu einem Golfklub.
Für diesen Gefallen lädt sie die beiden auf einen Drink im Klublokal ein. Hier sieht Maja ihre Freundin Annemarie und setzt sich zu ihr. Die Freunde nutzen die Chance, den von ihr bestellten alkoholfreien „Jogging-flip“ mit „hochprozentigem“ anzureichern und ihn Maja zu servieren. Dabei setzt sich Tommie auf die Rassekatze der Freundin, welche auf den Golfplatz flüchtet. Tommie und Mario jagen der Katze hinterher und treffen auf zwei Golfspieler. Beim Zeigen seiner Golfkunst erwischt Tommie nicht nur den Golfspieler am besten Stück, sondern auch die Rassekatze, die auf einer Fernstraße landet und überfahren wird. Im allgemeinen Chaos nach Rückgabe der Katze verdrücken sich die Freunde mit der betrunkenen Maja, um am Abend ins Oberbayern zu gehen, wo Maja durch irrtümlich bestelltes Hochprozentiges völlig ausflippt und einen Wet-T-Shirt-Wettbewerb gewinnt. Als Preis erhalten Tommie und Mario „frei saufen“. Spät nachts landen sie bei Maja im Hotelzimmer, auch ihr Freund, der schon in der Disko dabei gewesen und durch einen Schlag niedergestreckt worden ist, kommt später dazu.
Die Freunde flüchten an den Strand. Hier erhalten sie Prospekte für die Ballermannfete, die Eintritt kostet. Deshalb arbeiten sie in einer Restaurantküche. Hier flirten sie mit der dort speisenden Maja und werden sogleich von ihrem Freund beleidigt. Da er das Essen reklamiert, rächen sich die beiden. Sie ‚würzen‘ die Paella mit jede Menge Tabasco, Nasenschnodder, Fußpilz und Schuppen. Er findet die Paella schön lecker scharf, bis ihm der „Zwei-Komponentenkleber-Aioli“ die Zähne zusammenklebt. Die Freude darüber ist allerdings nur von kurzer Dauer, da sie Antonio, dem Flamencotänzer, die abgelösten Schuhsohlen mit Reißnägeln anstatt mit Kleber repariert haben. Wütend rammt er ihnen Fleischspieße in den Hintern und will sie danach mit dem Schwert töten, doch der Agent stellt sich mit einem Vertrag vor ihn. Der Schmerz am Fuß hat seinen Tanzschritt beschleunigt und seine Stimme verbessert, wodurch er einen Profivertrag erhält, sowie die Freunde ihren Lohn.
Dann finden sie durch Zufall ihr Hotel wieder, was die Bergheimer gesehen haben. Da sie sich in der Etage geirrt haben, landen sie bei einem schwulen Muskelmann und seinem Freund als Übernachtungsgäste. Am Ballermann 6 sehen die Bergheimer die beiden. Tommie und Mario können flüchten und tauchen in einen riesigen Sangríaeimer ab, in dem sie sich durch Strohhalme mit Luft versorgen, die ihnen aber entwendet werden. Mangels Luft zum Auftauchen gezwungen, sehen sie sich Udo und den beiden Bergheimern gegenüber. Es gelingt ihnen zwar die Flucht über einen Zaun, landen aber in einer Arena und werden vom Stier auf die Hörner genommen. Später treffen sie schwer verletzt am Düsseldorfer Flughafen wieder auf Maja, die ihre Flirtversuche diesmal abwehrt. Wieder genesen, helfen sie ein paar Wochen später dem am Kölner Rheinufer gestrandeten Drews seinen Jet-Ski zu starten, um ihn in Mallorca abzugeben.

## Trivia

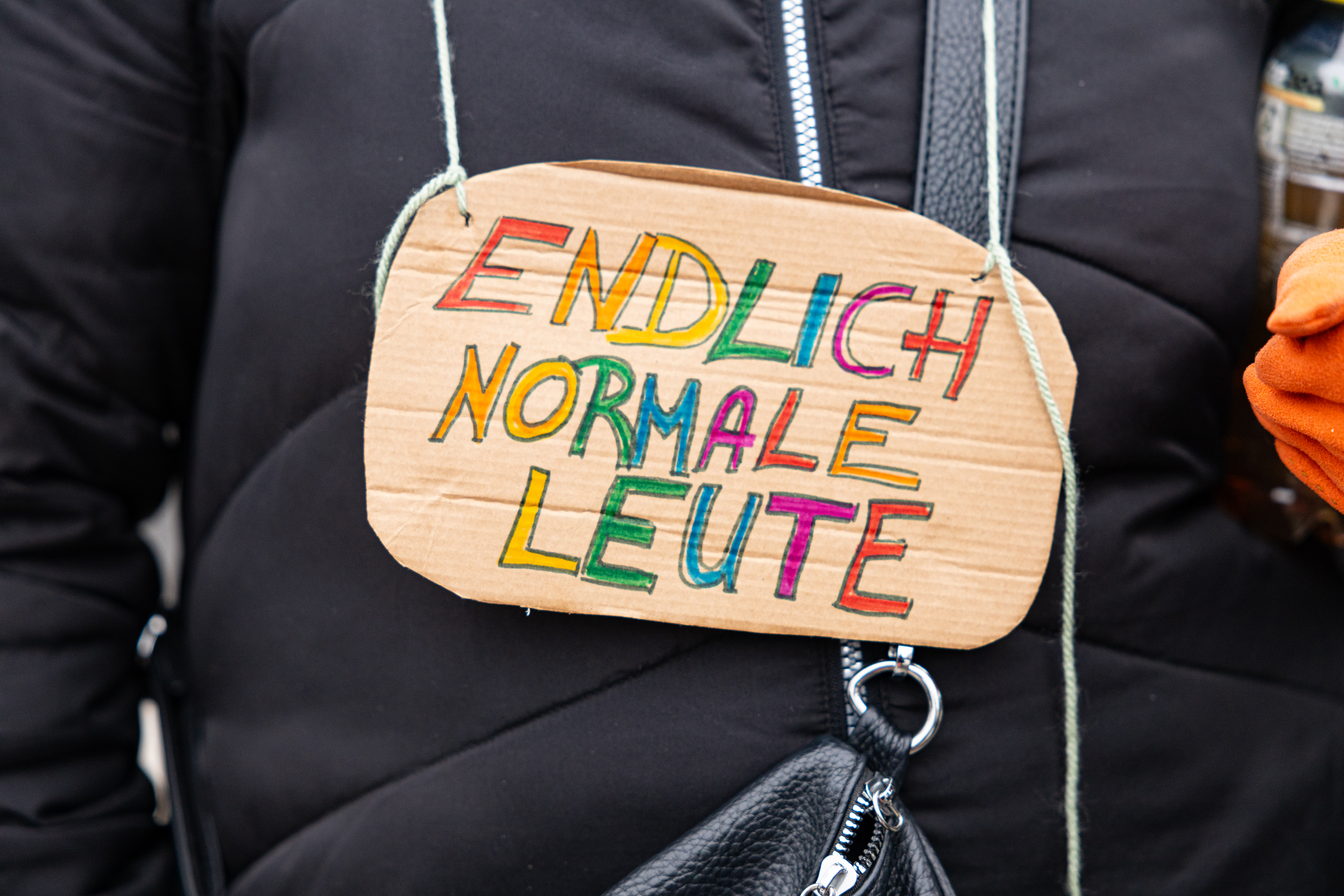
Spruch „Endlich normale Leute“ bei einer Demonstration in Köln (2024)

- Spruch „Endlich normale Leute“ bei einer Demonstration in Köln (2024)In Ballermann 6 tauchen zahlreiche bekannte Gesichter in Gastauftritten auf, wie Uwe Ochsenknecht, Dierk Prawdzik, Ottfried Fischer, Willi Thomczyk, Helmut aus Mallorca, Dirc Seemann und Knacki Deuser.
- Der Film enthält zahlreiche Anspielungen auf Voll normaaal: Im Flugzeug übergibt sich Tommie ähnlich wie im Vorgängerfilm, auf Mallorca entdecken die beiden eine Kneipe namens „Köln-Kalk“, entscheiden jedoch weiterzugehen, da sie „Köln-Kalk-Verbot“ haben.
- Als Tommie und Mario am Ballermann 6 ankommen, sagt Tommie: „Endlich normale Leute“.[2] Der Satz wurde zum geflügelten Wort und zum Titel von Stücken von Trailerpark (2017) und Buddy (2018).
- Katja Flint tritt erneut in ihrer Rolle aus Voll normaaal auf. Während Tommie und Mario in jenem Film ihren Hund getötet haben, wird nun ihre Katze zum Opfer der beiden Chaoten.
- Jürgen Drews wird mit einem von Tommie und Mario getunten, vorher schon unlenkbaren Jet-Ski als Running-Gag eingebaut.
- Zum Soundtrack gehören die Stücke Eine Insel mit zwei Bergen von Dolls United und Samba de Janeiro von Bellini.
- Zum Ballermann Saison Opening 2017 kehrte Tom Gerhardt in seiner Paraderolle als Tommie noch einmal an den Ballermann zurück.[3]

## Kritiken und Reaktionen
Ballermann 6 erwies sich als hinreichend polarisierender Film. Es entstanden sowohl eine große Fangemeinde als auch anhaltende Diskussionen über den Zustand der deutschen Kultur.

„Nicht mehr ganz so prollig wie im ersten Film ‚Voll normaaal‘ benimmt sich Tom Gerhardts Kunst-Figur Tommie. Das tut dem Film sichtlich gut. Es wird mehr Wert auf einzelne Gags gelegt, es gibt mehr Slapstick, aber auch mehr satirische Untertöne. Glanzstücke sind Gastauftritte von Uwe Ochsenknecht als ‚Rocker-Präsident‘ und vor allem Jürgen Drews als Running Gag – fast im wahrsten Sinne des Wortes. So ist ‚Ballermann 6‘ ein durch und durch unterhaltsamer Spaß, der einige Male Erinnerungen an Jim Carreys ‚Dumm und dümmer‘ aufkommen lässt.“

„Zuschauer grölten im Chor und urinierten angeblich sogar in die Kinos. Leider waren sie zu besoffen, um die Filmrollen zu treffen.“

„[…] alberne [] Posse mit einigen arg krassen Derbheiten […]. Jeder Ansatz von Satire versinkt […] im ebenso lustvoll wie selbstgefällig zelebrierten ‚Prolo-Gehabe‘ der Hauptdarsteller.“

## Ausland
In der Türkei wurde der Gerhardt-Film auf einer DVD veröffentlicht. Hier wurde die Mitwirkung Hilmi Sözers als Hauptdarsteller, anders als in der deutschen Promotion, deutlich herausgestellt.

## Fortsetzung
Im Januar 2011 kam ein dritter Teil in die Kinos: „Die Superbullen“ handelt von dem inzwischen erwachsen gewordenen Chaoten-Duo Tommie und Mario, das als Streifenpolizisten in Köln-Kalk für jede Menge Unruhe sorgt.

## Auszeichnungen
Der Film gewann den Bogey Award.

## Belege
1. ↑  Gloria Isabel Bosch Roig: Rutas de cine, el turismo cinematográfico en Mallorca: el caso alemán. In: PASOS Revista de Turismo y Patrimonio Cultural. Band 16, Nr. 3, 26. Juli 2018, ISSN 1695-7121, S. 843–854, 850 PDF
2. ↑  Benjamin von Stuckrad-Barre: Remix. Kiepenheuer & Witsch eBook, 2018, ISBN 978-3-462-31899-9 (google.de [abgerufen am 4. August 2022]).
3. ↑  Tom Gerhardt: Sensations-Comeback am Ballermann. 9. Februar 2017, archiviert vom Original (nicht mehr online verfügbar) am 8. Oktober 2021; abgerufen am 8. Oktober 2021 (deutsch).  Info: Der Archivlink wurde automatisch eingesetzt und noch nicht geprüft. Bitte prüfe Original- und Archivlink gemäß Anleitung und entferne dann diesen Hinweis.
4. ↑  Ballermann 6 auf moviemaster.de
5. ↑  Ballermann 6. In: TV Spielfilm. Abgerufen am 13. Dezember 2021.
6. ↑  Ballermann 6. In: Lexikon des internationalen Films. Filmdienst, abgerufen am 2. März 2017.
7. ↑  Info über die türkische Version auf türkisch. Archiviert vom Original am 31. Juli 2012; abgerufen am 10. August 2008.